# Rabiga Jangulovna Kusajeva
Rabiga Jangulovna Kusajeva, született Jumagulova (Haszanovo, 1901 – Moszkva, 1937) baskír származású szovjet emberjogi aktivista.

## Élete
1901-ben született Haszanovo faluban, a mai Bolsaja Csernyigovka-i járásban. Bátyja, Harisz Jumagulovics Jumagulov a baskír függetlenségi mozgalom egyik vezetője volt. 
1916-tól falusi tanítóként dolgozott a Szamarai kormányzóságban. 1917-ben a Pugacsovi ujezd küldötteként részt vett az orenburgi baskír kurultáj munkájában. Ezen a gyűlésen a baskír nők egyenjogúságáért lépett fel. A nőknek a férfiakéval azonos teljes polgári és politikai jogokat követelt, és konkrét intézkedéseket javasolt követelései megvalósításához. A kurultáj határozata tartalmazta az egyenjogúságra vonatkozó követeléseinek tíz pontját.
1919-ben a Szovjetunió Kommunista Pártja baskíriai területi bizottságának női ügyekért felelős vezetője lett. Másokkal együtt megszervezte a baskíriai munkás- és parasztnők baskíriai konferenciáját, amelyet 1920. szeptemberben tartottak Sztyerlitamakban. 1921. novemberben részt vett Moszkvában a szovjetek összoroszországi kongresszusán. Részt vett a baskíriai munkás- és parasztnők I. baskíriai kongresszusának előkészítésében és szervezésében, amelyre 1924. novemberben került sor, valamint a szovjet asszonyainak baskíriai gyűlésén, amelyet 1927. októberben tartottak.
1922-ben összeházasodott Hafiz Kusajevics Kusajevvel (1888–1937), aki korábban a Cári Orosz Hadsereg katonája volt, és az 1917-es októberi orosz forradalom után a baskír függetlenségi mozgalomban tevékenykedett, utóbb a baskír Központi Bizottság vezetőjévé nevezték ki.
1927-ben a Sagit Hudajbergyinről elnevezett ufai árvaház igazgatója lett. Amikor 1929-ben férjét Moszkvába helyezték, Rabiga az Orosz SZSZSZK oktatási népbiztosságának az árvaházakért felelős felügyelője lett, és Nagyezsda Krupszkaja irányítása alatt dolgozott.
1937 nyarán hazautazása során tisztázatlan körülmények között hunyt el; egyes források szerint meggyilkolták. Ugyanabban az évben a nagy tisztogatás során szeptember 27-én agyonlőtték baskír nacionalistának minősített férjét (1957-ben rehabilitálták) decemberben pedig bátyját (1959-ben rehabilitálták).
Három gyermeke született. Első lánya 1923-ban meghalt diftériában. Második lánya, Tanszlu (1925–1996) Permben lett balerina. Ötéves fia, Irek, a szülők halála után árvaházba került, és a rokonoknak nem sikerült felkutatniuk.
2017-ben a Baskír Nők Egyesülete emlékérmet alapított tiszteletére, amelyet közéleti szereplő nők kaphatnak meg.

## Fordítás
Ez a szócikk részben vagy egészben  a   Rabiga Jangulowna Kuschajewa című német Wikipédia-szócikk ezen változatának fordításán alapul.  Az eredeti cikk szerkesztőit annak laptörténete sorolja fel. Ez a jelzés csupán a megfogalmazás eredetét és a szerzői jogokat jelzi, nem szolgál a cikkben szereplő információk forrásmegjelöléseként.